# Palamismo

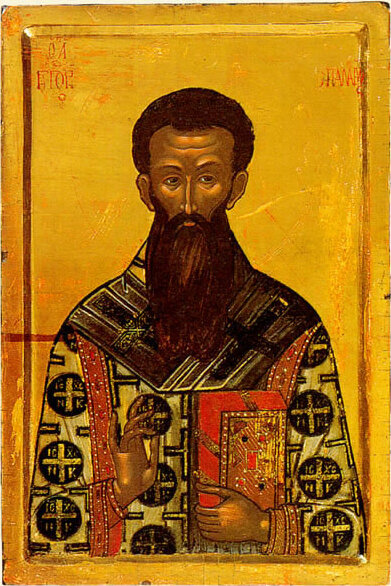
Imagen representativa de Gregorio Palamás.

Palamismo, nombre que reciben las doxas (opiniones) teológicas del sacerdote cristiano bizantino Gregorio Palamás.

## Doctrina
Se entiende al palamismo si se entiende la propuesta incluida en el hesicasmo, en efecto, a partir del siglo XIV y en gran medida como una especie de reacción "pasiva" ante la decadencia que sufría la Iglesia Ortodoxa Griega, decadencia debida en gran medida a la constante pérdida de territorios y poder por parte del Imperio bizantino.

En tal sentido, muchos pueden considerar al palamismo (y al hesicasmo junto a éste) como una forma de escapismo.

Según el palamismo el hesicasmo logra reunir la pasión ("el corazón"), el deseo y la inteligencia. Para sostener tal opinión Palamás considera al "corazón" del ser humano como un centro en el cual se integra todo su ser y por el cual este ser queda a su vez integrado, mediante la asamblea (la iglesia) que es iluminada por el Espíritu Santo, a la humanidad crística y siendo considerado por el cristianismo Cristo también Dios, se lograría así una comunión y unión mística de la humanidad con Dios.